# Chiang Saen

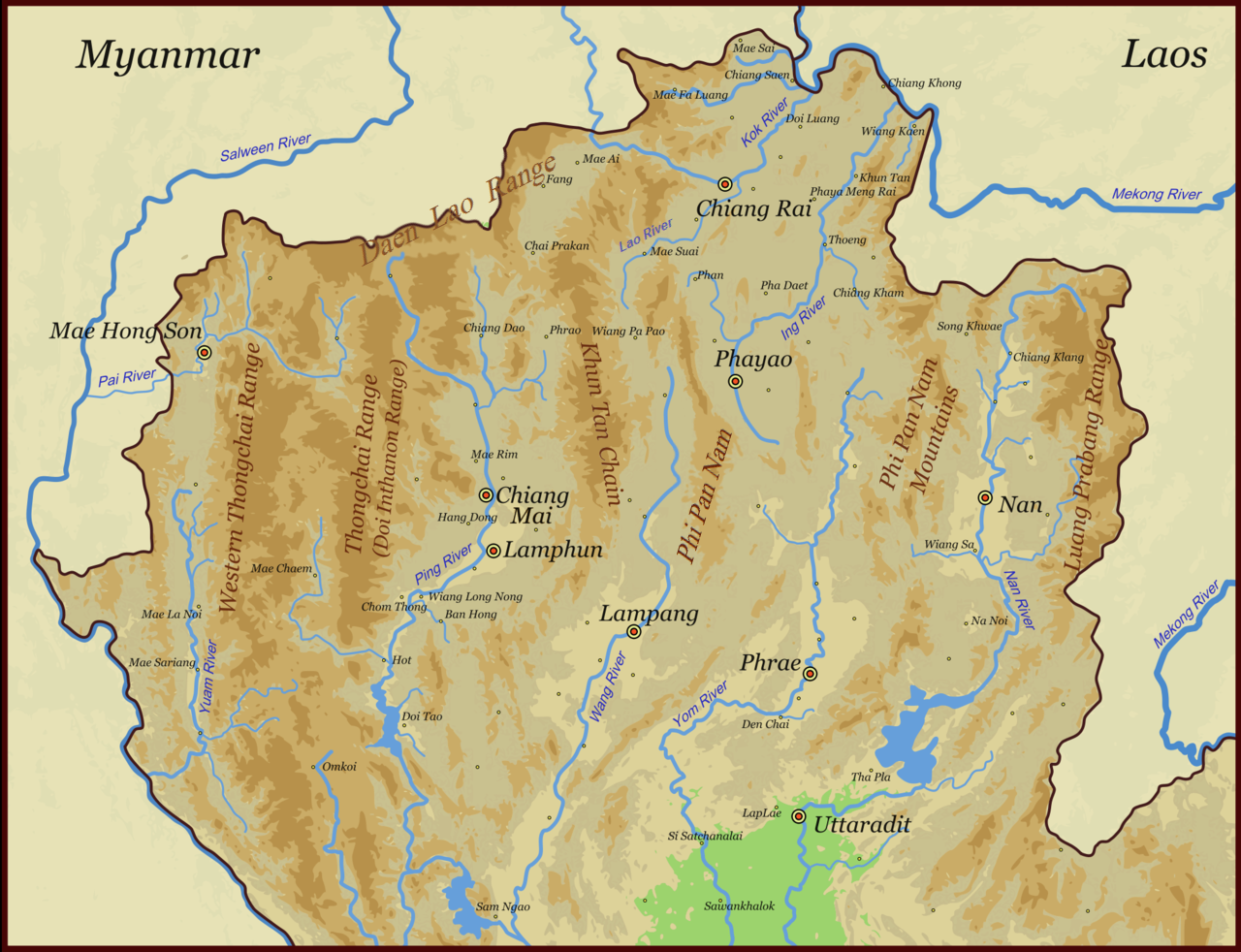
Północna Tajlandia

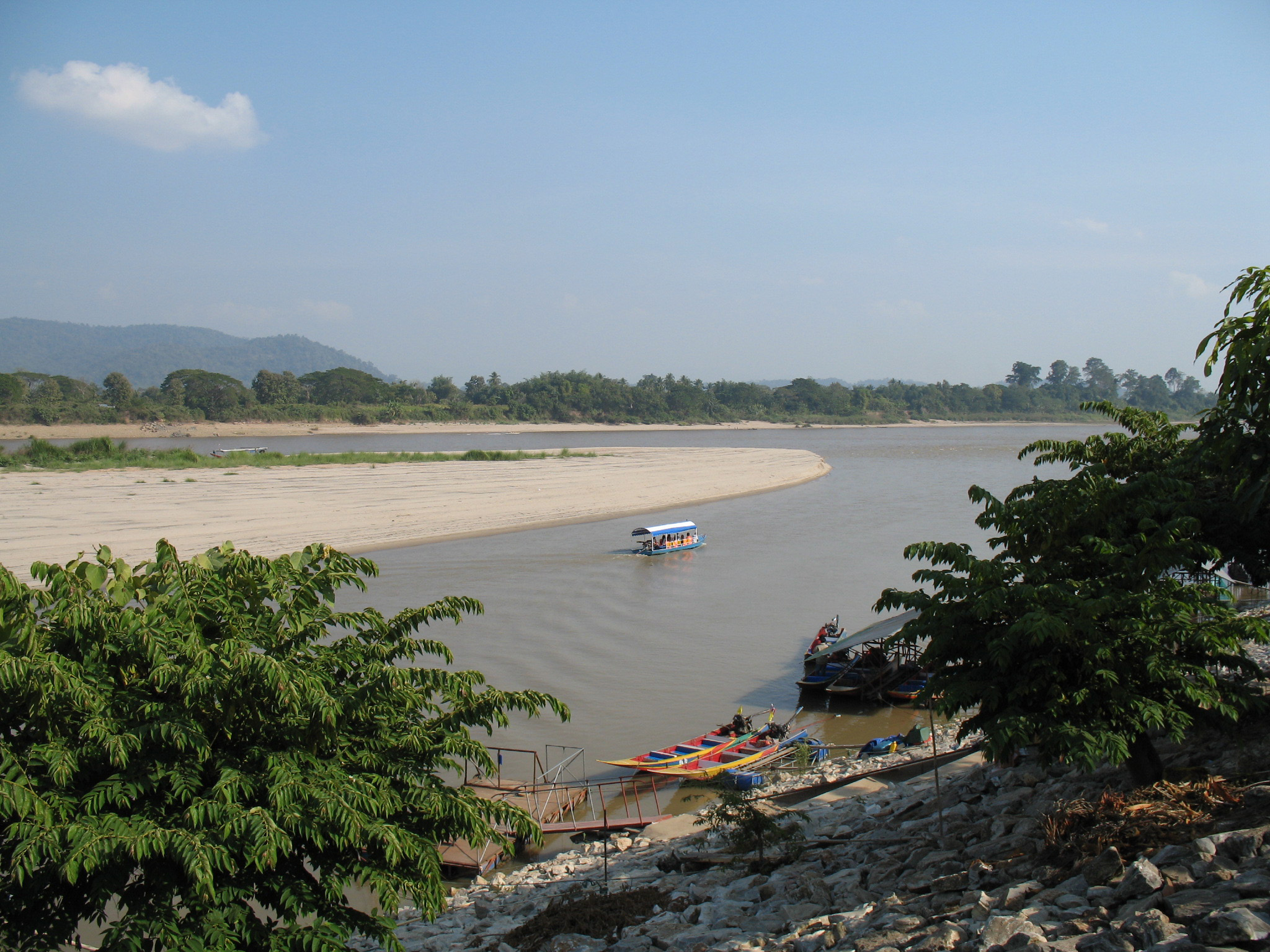
Mekong pod Chiang Saen

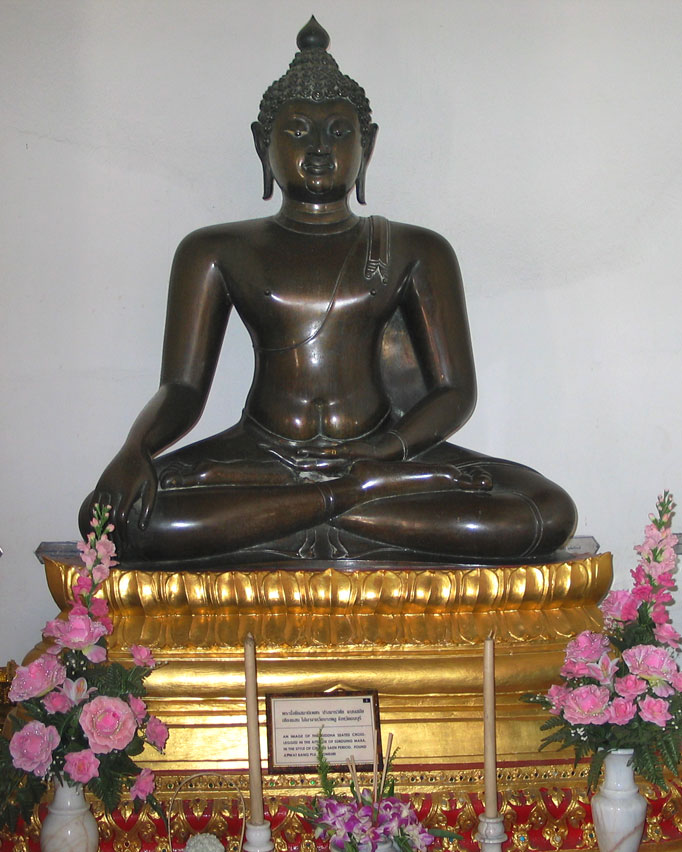
Posążek Buddy w stylu Chiang Saen

Chiang Saen (język tajski: เชียงแสน) – historyczne miasto położone na terenie tzw. Złotego Trójkąta nad Mekongiem w północnej Tajlandii, na granicy z Laosem, ok. 60 km na północny wschód od Chiang Rai. Stolica prowincji o tej samej nazwie.

## Historia
Okolice Chiang Saen były zasiedlone już w okresie prehistorycznym. Samo miasto założył i ufortyfikował Saenphu, wnuk Mangraia. W połowie XVI w. zostało zdobyte przez wojska birmańskie i wyzwolone w 1804 roku przez Ramę I, który następnie spalił je, aby ponownie nie trafiło w ręce Birmańczyków.

## Główne zabytki
- Wat Pa Sak (język tajski: วัดป่าสัก "Klasztor w gaju tekowym" – ruiny zespołu świątynnego z XIII w., położonego poza murami miasta z dobrze zachowaną czedi
- Wat Phra That Chedi Luang (język tajski: วัดพระธาตุเจดีย์หลวง − ruiny głównej świątyni miasta. Zachowana 88-metrowa ośmiokątna czedi)

## Literatura
- Sarassawadee Ongsakul: History of Lan Na. Silkworm Books, Chiang Mai 2005, ISBN 974-9575-84-9
- David K. Wyatt, Aroonrut Wichienkeeo: The Chiang Mai Chronicle. Silkworm Books, Chiang Mai 1998, ISBN 974-7100-62-2
- Michael Freeman: Lanna – Thailand's Northern Kingdom. River Books, Bangkok 2001, ISBN 0-50097602-3